# Lo Vijan (Alta Viena)
Lo Vijan [lu viʒɛ̃m] (en francès Le Vigen) és un municipi francès situat al departament de l'Alta Viena i a la regió de la Nova Aquitània.

## Demografia
| 1962                                       | 1968  | 1975  | 1982  | 1990  | 1999  | 2007  |
| ------------------------------------------ | ----- | ----- | ----- | ----- | ----- | ----- |
| 990                                        | 1.044 | 1.055 | 1.263 | 1.550 | 1.704 | 2.032 |
| Des de 1962: població sense dobles comptes |       |       |       |       |       |       |

## Administració
| Període   | Identitat            | Partit |
| --------- | -------------------- | ------ |
| 1995-2001 | Dominique Cosson     | PS     |
| 2001-2008 | Michel Peymirat      |        |
| 2008-     | Jeanne-Marie Leybros |        |